# Allan Clarke (fotbollsspelare)
Allan John Clarke, född 31 juli 1946 i Short Heath, Willenhall, Staffordshire, med smeknamnet "Sniffer", är en engelsk före detta professionell fotbollsspelare och manager. Han spelade för Walsall, Fulham, Leicester City, Leeds United och Barnsley. Clarke var en av engelsk fotbolls bäste målgörare med fler än 220 gjorda ligamål, som blev berömd i det beundrade och fruktade laget Leeds United i slutet av 1960- och början av 1970-talet, då han gjorde 110 mål på 273 ligamatcher. Efter spelarkarriären fortsatte han som manager mellan 1978 och 1990 för bland andra Leeds United och Barnsley.
Han spelade 19 landskamper för Englands fotbollslandslag mellan 1970 och 1976.

## Karriär

### Början
Clarke började sin fotbollskarriär i Walsall där han skrev proffskontrakt den 12 augusti 1963, debuterade vid 16 års ålder och efter tre säsonger i Walsall flyttade han till Fulham. Hans talang gjorde ett sånt intryck att Leicester City betalde £150 000 för Clarke 1968. Han spelade enbart en säsong i Leicester City, under vilken han gjorde det avgörande målet i 1969 års semifinal i FA-cupen. Ironiskt nog slog målet ut det lag som var hans favoritlag som pojk, och tillika regerande FA-cupmästare, West Bromwich Albion. Han var dessutom framträdande i finalen vilken Leicester City förlorade med 1-0 mot Manchester City. Den 24 juni 1969 betalade Leeds United £165 000 till Leicester City för Clarke och därmed inleddes en av de mest fruktade målskyttekarriärerna i engelsk fotboll.

### Glansdagar
Clarkes utveckling nådde toppen i Leeds United och han gjorde 26 mål under sin första säsong och förtjänade snabbt smeknamnet "Sniffer" för sin förmåga att vara på rätt ställe och nästan ”lukta” sig till målchanser och omsätta dem i mål. Hans spel och många mål hjälpte Leeds i dess jakt på den åtråvärda ”trippeln” att vinna ligamästerskapet, FA-cupen och Europacupen under en och samma säsong men utan att slutligen vinna någondera. Clarke sköt i stolpen i FA-cupfinalen på Wembley (där anfallspartnern Mick Jones gjorde mål på returen) och dribblade sig mellan ett flertal Chelseaspelare i returmatchen innan han serverade bollen till Jones som gjorde mål igen, men där Leeds ändå till slut förlorade finalen. Ligatiteln hade redan förlorats till Everton och laget förlorade dessutom i semifinalen av Europacupen mot Celtic.

### Internationellt
Sommaren 1970 gav Clarke chansen att till viss upprättelse av en händelserik men trofélös säsong då han blev uttagen att representera England i Fotbolls-VM 1970 i Mexiko trots att han inte tidigare spelat någon landskamp. Han debuterade i matchen mot Tjeckoslovakien i den pressande hettan och nervpåfrestningen i gruppspelet genom att göra matchens enda mål på en kallt slagen straff. Han är till dags dato den enda spelare som gjort sin landslagsdebut för England i en VM-match. Under sina sex år i landslagslaget spelade han 19 matcher för Englandj och gjorde 10 mål, men det var inte tillräckligt för att England skulle kvalificera sig till vare sig Europamästerskapet i fotboll 1972, Europamästerskapet i fotboll 1976 eller Fotbolls-VM 1974.

### Europeisk cupframgång
Clarke blev en därmed ordinarie i engelska landslaget samt var med i det Leedslag som vann sin andra Mässcuptitel 1971, han gjorde mål i finalen mot Juventus, men än en gång missade laget ligatiteln under säsongens sista vecka. Laget förlorade dessutom till Colchester United i femte omgången av FA-cupen, men 1972 skulle han komma att skapa sig en plats för alltid i Leeds Uniteds historia.

### Han mest berömda mål
Leeds United nådde återigen finalen i FA-cupens jubileumsåret 1972 där man mötte Arsenal, regerande cupmästarna på Wembley. I en jämn och ganska medioker match avgjorde Clarke med matchens enda mål, en språngnick på Jones inlägg i fel hörn för målvakten. Han hade tidigare i matchen haft en språngnick i ribban. Leeds United vann med 1-0 och Clarke hade slutligen vunnit FA-cupen efter två tidigare finalförluster (med Leeds 1970 och med Leicester 1969). Lite symptomatiskt för Leeds byttes glädjen snabbt till sorg då de enbart två dagar efter cupfinalen var tvingade att spela den avgörande matchen i ligan borta mot Wolverhampton Wanderers. Oavgjort hade räckt för att Leeds, som enbart den tredje klubben i historien, skulle säkra ”dubbeln” och därmed upprepa Arsenals bravad från året innan, men ett skadedrabbat och tröttkört Leeds förlorade matchen och därmed ligatiteln, med 1-2.

### 1973 – inget bra år
Clarke spelade återigen på Wembley, och förlorade, när Leeds United överraskande förlorade mot med 0-1 mot Sunderland i FA-cupfinalen 1973. Leeds vann ingenting under en, med deras mått mätt, en medioker säsong, laget, utan medverkan av en skadad Clarke, förlorade även Cupvinnarcupfinalen i fotboll 1973. Senare under året fortsatte motgångarna för Clarke då han var med i det engelska landslag som hemma på Wembley behövde vinna mot Polen för att kvalificera sig till Fotbolls-VM 1974. Med resultatet 0-1 fick England en straffspark som Clarke säkert förvaltade i mål, men varken Clarke eller hans engelska medspelare lyckades göra något ytterligare mål på Polens utmärkte målvakt Jan Tomaszewski. Ett oavgjort resultat (1-1) var inte nog, utan Polen och inte England, kvalificerade sig till VM.

### Inhemska vinnare, europeiska förlorare
Clarke var än en gång Leeds bäste målskytt när laget vann ligamästerskapet 1974 då Leeds seglade ifrån konkurrenterna genom en rekordsvit där laget inte förlorade någon av säsongens 29 inledande ligamatcher. Året därefter spelade han sin 19:e och sista landskamp och tackade för sig med imponerande 10 mål sammanlagt under dessa, och under samma säsong hjälpte han Leeds att kvalificera sig till Europacupfinalen i fotboll 1975. Leeds United förlorade dock finalen mot Bayern München med 0-2 efter ett antal kontroversiella domslut, bland annat efter att laget nekats en straffspark då Clarke blev fälld i straffområdet vid en tackling bakifrån av Franz Beckenbauer.
Detta var sista gången som 1960- och 1970-talets berömda och framgångsrika generation av Leeds United skulle kämpa om en titel. Laget som Don Revie skapat började brytas upp; Revie själv flyttade 1974 för att ta över som engelsk förbundskapten, och Clarke lämnade klubben 1978 efter 351 matcher och 151 mål, med en knäskada som hindrade honom att spela i den absoluta eliten. Hans sista noterbara insatser för Leeds var målet i 1977 års semifinal mot Manchester United, en match som dock förlorades med 1-2. Han gjorde även målet som 1978 gav laget segern med 1-0 mot Manchester United i ligaspelet 1978 endast ett par månader innan han lämnade klubben.

## Karriär som manager
Clarke flyttade till Barnsley som spelande tränare i juni 1978 och under hans ledning vann laget uppflyttning till den gamla tredje divisionen i maj 1979. Året därefter kom laget på en mittplacering i ligan och det föranledde Leeds United att erbjuda sin mest berömde målgörare att komma tillbaks till klubben som manager i september 1980. Resultatet var dock inte så lyckat, och tragiskt nog kommer kom Clarke också att bli ihågkommen bland lagets supportrar som den som säsongen 1981/1982 fick klubben nedflyttad till division 2 med en 20:e plats i högstadivisionen. Som en följd därav blev han avskedad den 25 juni 1982.
Clarke återvände så småningom för en andra sejour i Barnsley under perioden 1 juli 1985 till 8 november 1989, då han återigen blev avskedad, med klubben på en tredje plats från slutet i division 2. Däremellan var han manager i Scunthorpe United från februari 1983 till 24 augusti 1984, när han på egen begäran lämnade klubben. En period som manager i Lincoln City varade bara sex månader innan han blev avskedad den 30 november 1990 för att ersättas av Steve Thompson. Ett par månader efter avskedandet arbetade han som fotbollsscout men har inte arbetat med fotboll sedan dess.

## Karriär efter fotbollen
Clarke sadlade om och utvecklade ett intresse inom affärsvärlden då han sedan 1993 varit en resande försäljare för MTS Nationwide, ett företag från Wakefield, West Yorkshire. Han har dock fortsatt som en öppen och uttalad kritiker av spelet, och liksom flertalet Leedsspelare från Revie-eran envetet försvarat både klubbens och managerns rykte. Han lider fortfarande av sviter från den knäskada han ådrog sig som spelare.
Clarke var den andre av fem bröder att spela professionell fotboll, fyra av dem spelade dessutom för Walsall under en period som spann över tre årtionden. Frank var den enda som inte spelade för Walsall, utan han spelade för Shrewsbury Town, Queens Park Rangers, Ipswich Town och Carlisle United. Derek spelade för Walsall, Oxford United och Orient; Kelvin spelade för Walsall och den yngste, Wayne, spelade för Walsall mot slutet av sin karriär efter framgångar med Wolverhampton Wanderers, Birmingham City and Everton (där han vann ligan med dem 1987). Han spelade dessutom i engelska pojklandslaget.

## Matcher och mål statistik
Clarkes karriär i form av spelade matcher och mål.
| Klubb statistik | Klubb statistik | Klubb statistik | Liga  | Liga | Cup    | Cup    | Ligacup | Ligacup | Öv cup         | Öv cup         | Europeisk cup | Europeisk cup | Europeisk cup  | Europeisk cup  | Europeisk cup | Europeisk cup | Totalt | Totalt |
| England         | England         | England         | Liga  | Liga | FA cup | FA cup | Ligacup | Ligacup | Charity Shield | Charity Shield | Europacupen   | Europacupen   | Cupvinnarcupen | Cupvinnarcupen | Uefacupen     | Uefacupen     | Totalt | Totalt |
| Säsong          | Klubb           | Liga            | Match | Mål  | Match  | Mål    | Match   | Mål     | Match          | Mål            | Match         | Mål           | Match          | Mål            | Match         | Mål           | Match  | Mål    |
| --------------- | --------------- | --------------- | ----- | ---- | ------ | ------ | ------- | ------- | -------------- | -------------- | ------------- | ------------- | -------------- | -------------- | ------------- | ------------- | ------ | ------ |
| 1963/64         | Walsall         | Division 3      | 5     | 0    |        |        |         |         | -              | -              | -             | -             | -              | -              | -             | -             |        |        |
| 1964/65         | Walsall         | Division 3      | 43    | 23   |        |        |         |         | -              | -              | -             | -             | -              | -              | -             | -             |        |        |
| 1965/66         | Walsall         | Division 3      | 24    | 18   |        |        |         |         | -              | -              | -             | -             | -              | -              | -             | -             |        |        |
| Totalt          | Walsall         | Walsall         | 72    | 41   |        |        |         |         | -              | -              | -             | -             | -              | -              | -             | -             | 82     | 46     |
| 1965/66         | Fulham          | Division 1      | 8     | 1    |        |        |         |         | -              | -              | -             | -             | -              | -              | -             | -             |        |        |
| 1966/67         | Fulham          | Division 1      | 42    | 24   |        |        |         |         | -              | -              | -             | -             | -              | -              | -             | -             |        |        |
| 1967/68         | Fulham          | Division 1      | 36    | 20   |        |        |         |         | -              | -              | -             | -             | -              | -              | -             | -             |        |        |
| Totalt          | Fulham          | Fulham          | 86    | 45   |        |        |         |         | -              | -              | -             | -             | -              | -              | -             | -             | 100    | 57     |
| 1968/69         | Leicester City  | Division 1      | 36    | 12   | 8      | 1      | 2       | 3       | -              | -              | -             | -             | -              | -              | -             | -             | 46     | 16     |
| Totalt          | Leicester City  | Leicester City  | 36    | 12   | 8      | 1      | 2       | 3       | -              | -              | -             | -             | -              | -              | -             | -             | 46     | 16     |
| 1969/70         | Leeds United    | Division 1      | 28    | 17   | 9      | 7      | 0       | 0       | 1              | 0              | 5             | 2             | -              | -              | -             | -             | 43     | 26     |
| 1970/71         | Leeds United    | Division 1      | 41    | 19   | 4      | 1      | 1       | 0       | -              | -              | -             | -             | -              | -              | 10            | 3             | 56     | 23     |
| 1971/72         | Leeds United    | Division 1      | 35    | 11   | 6      | 4      | 2       | 0       | -              | -              | -             | -             | -              | -              | 0             | 0             | 43     | 15     |
| 1972/73         | Leeds United    | Division 1      | 36    | 18   | 8      | 6      | 4       | 0       | -              | -              | -             | -             | 5              | 2              | -             | -             | 53     | 26     |
| 1973/74         | Leeds United    | Division 1      | 34    | 13   | 3      | 0      | 0       | 0       | -              | -              | -             | -             | -              | -              | 5             | 3             | 42     | 16     |
| 1974/75         | Leeds United    | Division 1      | 34    | 14   | 7      | 3      | 3       | 1       | 1              | 0              | 8             | 4             | -              | -              | -             | -             | 53     | 22     |
| 1975/76         | Leeds United    | Division 1      | 36    | 11   | 2      | 1      | 1       | 1       | -              | -              | -             | -             | -              | -              | -             | -             | 39     | 13     |
| 1976/77         | Leeds United    | Division 1      | 20    | 4    | 5      | 3      | 1       | 0       | -              | -              | -             | -             | -              | -              | -             | -             | 26     | 7      |
| 1977/78         | Leeds United    | Division 1      | 9     | 3    | 1      | 0      | 1       | 0       | -              | -              | -             | -             | -              | -              | -             | -             | 11     | 3      |
| Totalt          | Leeds United    | Leeds United    | 273   | 110  | 45     | 25     | 13      | 2       | 2              | 0              | 13            | 6             | 5              | 2              | 15            | 6             | 366    | 151    |
| 1978/79         | Barnsley        | Division 4      | 34    | 12   |        |        |         |         | -              | -              | -             | -             | -              | -              | -             | -             |        |        |
| 1979/80         | Barnsley        | Division 3      | 13    | 3    |        |        |         |         | -              | -              | -             | -             | -              | -              | -             | -             |        |        |
| Totalt          | Barnsley        | Barnsley        | 47    | 15   | 5      | 3      | 3       | 0       | -              | -              | -             | -             | -              | -              | -             | -             | 55     | 18     |
| Totalt          | Karriär Total   | Karriär Total   | 514   | 223  |        |        |         | x       | 2              | 0              | 13            | 6             | 5              | 2              | 15            | 6             | 649    | 288    |

## Statistik som manager
| Lag               | Land    | Från            | Till             | Statistik | Statistik | Statistik | Statistik | Statistik |
| Lag               | Land    | Från            | Till             | Sp        | V         | F         | O         | Vinst%    |
| ----------------- | ------- | --------------- | ---------------- | --------- | --------- | --------- | --------- | --------- |
| Barnsley          | England | 1 juni 1978     | 1 oktober 1980   | 103       | 45        | 29        | 29        | 43.69     |
| Leeds United      | England | 1 oktober 1980  | 30 juni 1982     | 79        | 26        | 32        | 21        | 32.91     |
| Scunthorpe United | England | 2 februari 1983 | 24 augusti 1984  | 69        | 20        | 22        | 27        | 28.99     |
| Barnsley          | England | 1 juli 1985     | 8 november 1989  | 213       | 74        | 74        | 65        | 34.74     |
| Lincoln City      | England | 3 juni 1990     | 30 november 1990 | 18        | 3         | 9         | 6         | 16.67     |

Förklaringar till tabellen: Sp=Antal spelade matcher, V=Vunna, F=Förlorade, O=Oavgjorda

## Meriter
Clarkes meriter i form av vunna trofér och medaljer, samtliga vunna under hans tid i Leeds med undantag av silvermedaljen i FA-cupen 1969 med Leicester City)
| Mästerskap                | Antal titlar | Klubb        | Säsong/Årtal                                 |
| ------------------------- | ------------ | ------------ | -------------------------------------------- |
| Ligamästare               | 1            | Leeds United | 1973/74 (ligatvåa 1969/70, 1970/71, 1971/72) |
| FA-cupmästare             | 1            | Leeds United | 1972 (finalist 1969, 1970 1973)              |
| Mässcup-mästare           | 1            | Leeds United | 1971                                         |
| Charity Shields-mästare   | 1            | Leeds United | 1969                                         |
| Europacupen för mästarlag |              | Leeds United | (finalist 1975)                              |
| Cupvinnarcupen            |              | Leeds United | (finalist 1973)                              |